# Río Pilpilco
Río Pilpilco är ett vattendrag i Chile. Det ligger i den södra delen av landet, 500 km sydväst om huvudstaden Santiago de Chile.
I omgivningarna runt Río Pilpilco växer i huvudsak städsegrön lövskog. Runt Río Pilpilco är det ganska glesbefolkat, med 22 invånare per kvadratkilometer.